# Гіпотеза про метангідратну рушницю
Гіпо́теза про метангідра́тну рушни́цю (англ. clathrate gun hypothesis) — узагальнене найменування для серії гіпотез про те, що зростаюча температура океану (і/або падіння його рівня) може запустити раптове вивільнення метану з відкладень гідратів метану під морським дном, що, з огляду на те, що метан є сильним парниковим газом, у свою чергу призведе до подальшого зростання температур і подальшої дестабілізації гідратів метану — в результаті запускаючи процес, що самопідсилюється, в тій же мірі неспинним, як постріл з рушниці, що вже почався.
У своїй початковій формі гіпотеза припускає, що «метангідратна рушниця» може призвести до раптового глобального потепління, що самопосилюється (позитивний зворотній зв'язок) протягом часу, меншого, ніж час людського життя, і могло бути причиною періодів потепління протягом і в кінці останнього льодовикового періоду. Це припущення згодом не підтвердилося. Проте ряд пізніших досліджень показує, що розкладання метангідратів, що самопосилюється, могло призводити до різких змін океану і атмосфери Землі кілька разів у минулому протягом проміжків часу в десятки тисяч років; найбільш помітно серед цих подій масове пермське вимирання, що відбулося 251 млн років тому, коли вимерло 96 % видів земних організмів.

## Механізм
Метанові гідрати являють собою водяну кригу, яка містить в своїй кристалічній решітці багато метану. Величезну кількість гідрату метану було знайдено під відкладеннями під океанським дном по всій Землі. Раптове вивільнення великої кількості природного газу з газових гідратів може бути причиною минулих, майбутніх і нинішніх кліматичних змін. Головний результат вивільнення метану — це зростання температури. Вважається, що це було основним фактором потепління на 6 °C під час пермського вимирання, оскільки метан є набагато сильнішим парниковим газом, ніж CO2 (незважаючи на те, що час життя метану в атмосфері тільки 12 років, він має потенціал глобального потепління 62 протягом 12 років і 23 протягом 100 років). Теорія також припускає, що вивільнення метану призведе до зниження доступної кількості кисню в атмосфері.

## Можливі події, пов'язані з вивільненням гідратів метану
Дві події, ймовірно пов'язані з цим — це масове пермське вимирання і пізньопалеоценовий термальний максимум.
Таке вивільнення могло також зіграти свою роль в раптовому розігріві цілком замерзлої Землі (Земля-сніжка) 630 млн років тому. Однак потепління в кінці останнього льодовикового періоду вважається не пов'язаним з вивільненням метану.

### Пермське вимирання
У 2002 р. в документальному фільмі BBC «День, коли Земля ледь не загинула» (2002/dayearthdied.shtml The Day the Earth Nearly Died [Архівовано 14 вересня 2004 у Wayback Machine.]) були підсумовані останні відкриття і гіпотези щодо пермського вимирання. Пол Вігнан досліджував пермські відкладення в Гренландії, де присутні скельні шари, позбавлені морського життя, товщиною в десятки метрів. Завдяки такій широкій шкалі він зміг обчислити час подій більш точно і встановити, що вимирання тривало приблизно 80 тис. років. Воно відображено в трьох різних шарах з різними залишками рослин і тварин. Дане вимирання, судячи з усього, вбило морське і наземне життя в різний час. Два періоди вимирань наземного життя розділені одним коротким періодом повного вимирання морського життя. Однак цей процес виглядає занадто довгим, щоб його можна було списати на падіння астероїда. Найкращим ключем до розгадки став баланс ізотопів вуглецю в скелях, який показав збільшення вмісту вуглецю-12 з плином часу. Стандартне пояснення такого стрибка — гниття рослин — виглядало недостатнім.
Геолог Джеррі Дікенс припустив, що велика кількість вуглецю-12 могла вивільнитися завдяки розкладанню замерзлих гідратів метану з морського дна. Експерименти, проведені для оцінки необхідного зростання температур в глибинах океанів, показали, що достатньо буде зростання на 5 °C, щоб запустити процес розкладання.

## Схожий механізм: вивільнення розчиненого метану
Джордж Рескін, досліджуючи межу перму і тріасу, досліджував можливість того, що масові вимирання пов'язані з винятково швидким (вибуховим) виділенням розчиненого метану (та інших розчинених газів, таких як вуглекислий газ і сірководень), які скупчуються в океанічних водах, схильних до застою і аноксії.

## Сучасний стан справ
Через те, що нинішні рівні CO2 ростуть у бік 400 ppm, дестабілізація гідратів метану може стати неконтрольованим механізмом з позитивним зворотним зв'язком, який приведе до небезпечного збільшення температур. На щастя, велика частина гідратів залягає надто глибоко, щоб швидко зреагувати на зміну температури, і дослідження, проведене Арчером в 2007 р., передбачає, що вивільнення метану дасть лише невеликий внесок у загальний парниковий ефект. Поклади гідратів метану дестабілізуються, починаючи з найглибшої частині їх зони стабільності, яка зазвичай знаходиться в сотнях метрів під дном моря.
Значне і постійне збільшення температури океану зрештою призведе до нагрівання відкладень під морським дном і, як наслідок, до розпаду найглибших шарів гідратів метану, але на це потрібні кілька тисячоліть або навіть більше.
Одним винятком можуть бути гідрати метану в Північному Льодовитому океані, де вони можуть існувати в більш мілких водах, будучи стабілізованими низькими температурами, а не високим тиском; і можуть бути на межі стабільності на меншій глибині під океанським дном, будучи стабілізовані «кришкою» з вічної мерзлоти, що запобігає вивільненню метану.
Недавні дослідження, проведені в Сибірській Арктиці, показали, що вже вивільнилися мільйони тонн метану — мабуть, за рахунок розривів у вічній мерзлоті на морському дні. В результаті цього його концентрація в деяких регіонах зросла більш ніж у 100 разів. Надлишок метану був виявлений на окремих ділянках у місці впадання річки Лени і на кордоні між Морем Лаптєвих і Східно-Сибірським морем. Частина плавлення може бути результатом геологічного нагріву, але більша частина танення, мабуть, пов'язана з обсягом талих вод, що значно збільшився, які скидаються сибірськими річками, спрямованими на північ.
Сучасний рівень викидів метану раніше оцінювався як 0,5 мегатонни на рік. Шакова та ін. (2008) оцінює, що не менш 1400 гігатонн вуглецю в даний момент замкнено у вигляді метану і гідратів метану під арктичною підводною вічною мерзлотою, і 5-10 % від цієї кількості тане через відкриті проталини в цій вічній мерзлоті. Вони приходять до висновку, що «різке вивільнення аж до 50 гігатонн гідратів досить імовірно в будь-який момент». Це збільшить вміст метану в атмосфері в 12 разів.. Це буде еквівалентно по парниковому ефекту подвоєнню поточного рівня CO2.
В 2008 р. США визначили потенційну дестабілізацію гідратів метану в Арктиці як один з чотирьох найбільш серйозних сценаріїв кліматичних змін, які повинні досліджуватися пріоритетним чином.

## Можливі наслідки
Згідно Джорджу Рьоскіну, раптове вивільнення метану (подібне лімнологічній катастрофі на озері Ніос) з товщі океанських вод може призвести як до глобального потепління, так і до глобального похолодання. Вибух і горіння метану призведуть до утворення великої кількості смогу і пилу, які приведуть до глобального похолодання. Метан і вуглекислота, навпаки, приведуть до глобального потепління. Професор Рьоскін пише, що важко передбачити, яке з явищ пересилить. При цьому Рьоскін відзначає, що питання про те, скільки метану розчинено у воді на великій глибині океану, потребує подальшого вивчення. Прикладом застійного басейну, в якому накопичуються гази (сірководень) і спостерігається аноксія, є Чорне море.
 Наслідки вибуху океану за рахунок метану будуть катастрофічними для наземного життя. Образно кажучи, регіон, який вибухає, «скипає», викидаючи величезні кількості метану та інших газів (вуглекислоти, сірководню) в атмосферу, і заливаючи великі поверхні суші. Хоча чистий метан легший за повітря, метан, навантажений краплями води — важчий за повітря, і в силу цього поширюється по поверхні Землі, змішуючись з повітрям і (втрачаючи воду) у формі дощу. Суміш метану і повітря вибухонебезпечна при концентраціях від 5 до 15 %. Якщо така суміш утворюється близько поверхні Землі і запалиться блискавкою, то вибухи і пожежі знищать більшу частину наземного життя, також привівши до виділення великої кількості вуглекислоти. Вогненні шторми спрямують смог і пил у верхні шари атмосфери, де вони збережуться протягом декількох років. Як наслідок, затемнення атмосфери і глобальне похолодання можуть бути додатковим негативним ефектом. І навпаки, вуглекислота і метан, що залишився, створюють додатковий парниковий ефект, який може привести до глобального потепління. Результат змагання між охолодженням і нагріванням передбачити важко. 

## У фантастиці
- У книзі «Мати бур» (англ. Mother of Storms) Джон Барнс пропонує фантастичний приклад катастрофічних кліматичних змін, викликаних виділенням метану.
- В аніме-серіалі «Ерго Проксі» різке виділення гідрату метану з дна океану призвело до вимирання 85 % живих істот на Землі.
- У романі Макса Кідрука «Нові Темні Віки. Колонія»  гіпотеза про метангідратний вибух один з наріжних каменів сюжету.

## Ресурси Інтернету
- Иващенко О. В. «Потепление глубинных вод Мирового океана и стабильность метангидратов»
- Homepage of Dr. Paul Wignal, Reader in Palaeoenvironments, University of Leeds.
- (Abstract) Methane Hydrates in Quaternary Climate Change: The Clathrate Gun Hypothesis
- Preface to the Clathrate Hydrates special issue [Архівовано 21 жовтня 2013 у Wayback Machine.]
- Benton, Michael J.; Richard J. Twitchett (July 2003). How to kill (almost) all life: the end-Permian extinction event (PDF). TRENDS in Ecology and Evolution. 18 (7): 358—365. doi:10.1016/S0169-5347(03)00093-4. Архів оригіналу (PDF) за 18 квітня 2007. Процитовано 2 липня 2013., cited by 21 other articles [Архівовано 6 березня 2016 у Wayback Machine.].
- Svensen, Henrik; Sverre Planke, Anders Malthe-Sørenssen, Bjørn Jamtveit, Reidun Myklebust, Torfinn Rasmussen Eidem  and Sebastian S. Rey (3 червня 2004). Release of methane from a volcanic basin as a mechanism for initial Eocene global warming. Nature. 429: 542—545. Архів оригіналу за 12 січня 2013. Процитовано 2 липня 2013.
- Thomas, Deborah J.; James C. Zachos, Timothy J. Bralower, Ellen Thomas and Steven Bohaty (December 2002). Warming the fuel for the fire: Evidence for the thermal dissociation of methane hydrate during the Paleocene-Eocene thermal maximum (PDF). Geology. 30 (12): 1067—1070. Архів оригіналу (PDF) за 5 лютого 2012. Процитовано 2 липня 2013.
- Ryskin, Gregory (September 2003). Methane-driven oceanic eruptions and mass extinctions (PDF). Geology. 31 (9): 741—744. Архів оригіналу (PDF) за 28 серпня 2008. Процитовано 2 липня 2013.
- Archer, D.; Buffett, B. (2004). Temperature sensitivity and time dependence of the global ocean clathrate reservoir. American Geophysical Union, Fall Meeting. Архів оригіналу за 7 січня 2008. Процитовано 2 липня 2013.